# NSWRL 1935
Die NSWRL 1935 war die 28. Saison der New South Wales Rugby League Premiership, der ersten australischen Rugby-League-Meisterschaft. Den ersten Tabellenplatz nach Ende der regulären Saison belegte der Eastern Suburbs RLFC. Dieser gewann im Finale 19:3 gegen die South Sydney Rabbitohs und gewann damit zum fünften Mal die NSWRL. 1935 nahmen erstmals die Canterbury-Bankstown Bulldogs an der NSWRL teil, wodurch sich die Anzahl der Mannschaften auf neun erhöhte.

## Tabelle
|     | Team                          | Spiele | Siege | Unent. | Ndlg. | Spiel- punkte | Diff. | Tabellen- punkte |
| --- | ----------------------------- | ------ | ----- | ------ | ----- | ------------- | ----- | ---------------- |
| 01. | Eastern Suburbs               | 16     | 15    | 0      | 1     | 599:157       | + 442 | 34               |
| 02. | South Sydney Rabbitohs        | 16     | 11    | 0      | 5     | 314:222       | + 112 | 26               |
| 03. | Western Suburbs Magpies       | 16     | 10    | 0      | 6     | 345:243       | + 102 | 24               |
| 04. | North Sydney Bears            | 16     | 9     | 1      | 6     | 248:253       | - 5   | 23               |
| 05. | Balmain Tigers                | 16     | 8     | 1      | 7     | 320:225       | + 95  | 21               |
| 06. | St. George Dragons            | 16     | 8     | 0      | 8     | 334:162       | + 172 | 20               |
| 07. | Newtown Jets                  | 16     | 8     | 0      | 8     | 280:248       | + 32  | 20               |
| 08. | Canterbury-Bankstown Bulldogs | 16     | 2     | 0      | 14    | 150:660       | - 510 | 8                |
| 09. | Sydney University             | 16     | 0     | 0      | 16    | 109:529       | - 420 | 4                |

- Da in dieser Saison jedes Team zwei Freilose hatte, wurden nach der Saison nur normalen Punktezahl noch 4 Punkte dazugezählt.

## Playoffs

### Halbfinale
| 7. September 14:00 | South Sydney Rabbitohs | 14 : 10 | North Sydney Bears | Sydney Cricket Ground, Sydney Zuschauer: 26.177 Schiedsrichter: Lal Deane |
| 7. September 14:00 | (2:10) Bericht         |         |                    | Sydney Cricket Ground, Sydney Zuschauer: 26.177 Schiedsrichter: Lal Deane |

| 7. September 15:30 | Eastern Suburbs | 15 : 10 | Western Suburbs Magpies | Sydney Cricket Ground, Sydney Zuschauer: 26.177 Schiedsrichter: Tom McMahon Jr. |
| 7. September 15:30 | (0:8) Bericht   |         |                         | Sydney Cricket Ground, Sydney Zuschauer: 26.177 Schiedsrichter: Tom McMahon Jr. |

### Grand Final
| 14. September | Eastern Suburbs                                                         | 19 : 3        | South Sydney Rabbitohs | Sydney Cricket Ground, Sydney Zuschauer: 22.106 Schiedsrichter: Tom McMahon Jr. |
| 14. September | Versuche: O’Loan (2), Beaton, Pierce, Tottey Erhöhungen: McKinnon (2/5) | (9:0) Bericht | Versuche: Shankland    | Sydney Cricket Ground, Sydney Zuschauer: 22.106 Schiedsrichter: Tom McMahon Jr. |

| 1  | Tom Dowling       |
| 2  | Rod O’Loan        |
| 3  | Ross McKinnon     |
| 4  | John Beaton       |
| 5  | Fred Tottey       |
| 6  | Ernest Norman     |
| 7  | Vivian Thicknesse |
| 8  | Andrew Norval     |
| 9  | Joe Pearce        |
| 10 | Harry Pierce      |
| 11 | Max Nixon         |
| 12 | Tom McLachlan     |
| 13 | Ray Stehr         |

| 1  | Les McDonald     |
| 2  | Harold Thomson   |
| 3  | Harry Eyers      |
| 4  | Eddie Finucane   |
| 5  | George Shankland |
| 6  | Paddy Stewart    |
| 7  | Percy Williams   |
| 8  | Eddie Hinson     |
| 9  | Michael Williams |
| 10 | Frank Curran     |
| 11 | Eric Lewis       |
| 12 | George Kilham    |
| 13 | Jim McCormack    |